# David Mourão-Ferreira

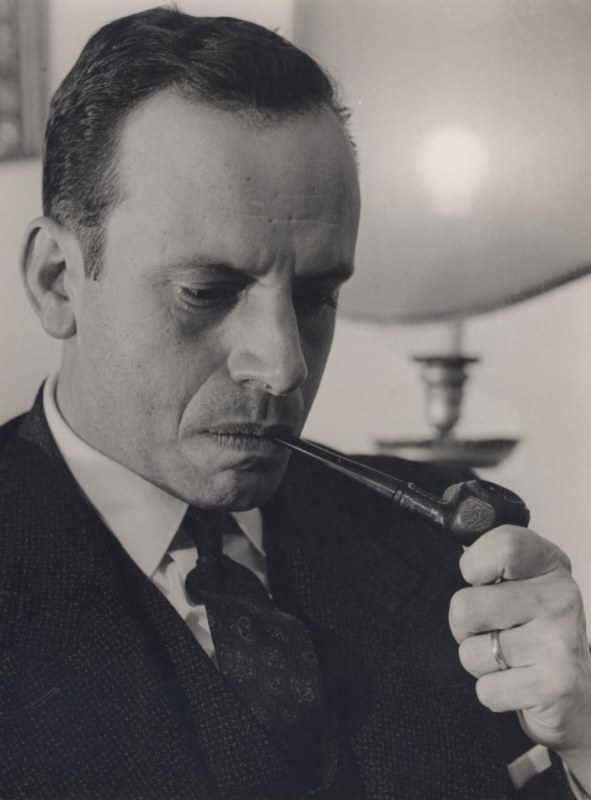
David Mourão-Ferreira

David de Jesus Mourão-Ferreira, GCSE (24 februari 1927, Lissabon – 16 juni 1996, Lissabon) was een Portugees schrijver en dichter.
Hij was een zoon van David Ferreira (1898) en Teresa de Jesus Ferro Mourão (1907). Hij studeerde Romaanse filologie in 1951 aan de Universiteit van Lissabon en in 1957 kreeg hij de titel professor. Hij trouwde eerst met Maria Eulália Barbosa Valentim de Carvalho, een zus van Rui Valentim de Carvalho van het EMI-Valentim de Carvalho muzieklabel. Later hertrouwde hij met Maria do Pilar de Jesus Barata.
In 2005 weidden de Universiteit van Bari en het Instituto Camões de Cátedra David Mourão-Ferreira aan hem toe.

## Gedichten
- 1954 – Tempestade de Verão (bekroond door Delfim Guimarães)
- 1958 – Os Quatro Cantos do Tempo
- 1962 – In Memoriam Memoriae
- 1962 – Infinito Pessoal ou A Arte de Amar
- 1966 – Do Tempo ao Coração  (Tijd vanuit het hart)
- 1967 – A Arte de Amar (Combinatie van eerdere werken)
- 1969 – Lira de Bolso
- 1971 – Cancioneiro de Natal (bekroond door Nacional de Poesia)
- 1973 – Matura Idade
- 1974 – Sonetos do Cativo (Sonetten van gevangenschap)
- 1976 – As Lições do Fogo (Lessen van vuur)
- 1980 – Obra Poética (Poëtische werken) (omvat een gitaar en viool)
- 1985 – Os Ramos e os Remos
- 1988 – Obra Poética, 1948-1988 (Poëtische werken, 1948–1988)
- 1994 – Música de Cama (Erotische bloemlezing)

## Verhalende gedichten
- 1959 – Novelas de Gaivotas em Terra (bekroond door Ricardo Malheiros)
- 1968 – Os contos de Os Amantes (De verhalen van de geliefden)
- 1980 – As Quatro Estações (bekroond door de 'Internationale Associatie van literaire critici')
- 1986 – Um Amor Feliz (Een vrolijke liefde)
- 1987 – Duas Histórias de Lisboa (Twee verhalen van Lissabon)